# Rohrbach und Klingenbrunn

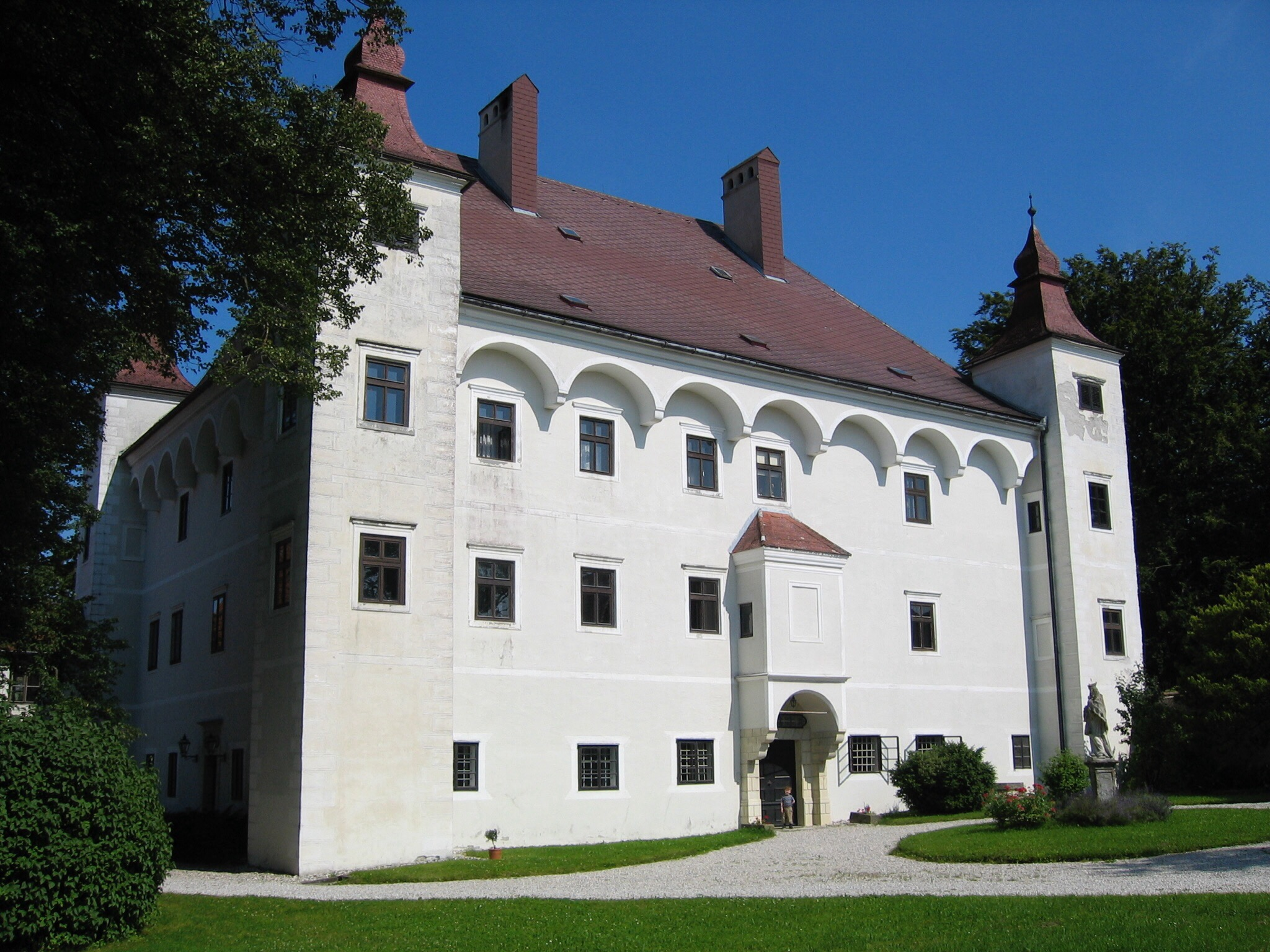
Schloss Rohrbach

Die Herrschaft Rohrbach und Klingenbrunn war eine Grundherrschaft im Viertel ober dem Wienerwald im Erzherzogtum Österreich unter der Enns, dem heutigen Niederösterreich.

## Ausdehnung
Die Herrschaft, zu der auch der Freisitz Gassenegg zählte, umfasste zuletzt die Ortsobrigkeit über Rohrbach, Windberg, Dorf, Reithäuser, Allezberg, Gmörkt, Wiederlehen, Holzschachen, Hechtholz, Vorbach, Fellner, Weberöd, Bruckhof, Monschein, Tempelhof, Gridling, Hartelmühle, Widorf, Petzling, Zauhof, Rippel, Kasöd, Wolflucken, Klingenbrunn und Zieglstadt. Der Sitz der Verwaltung befand sich in Schloss Rohrbach.

## Geschichte
Der letzte Inhaber der Allodialherrschaft war Philipp Frei- und Panierherr von Riesenfels (1793–1871), als die Herrschaft als Folge der Reformen 1848/1849 aufgelöst wurde.